# دیوانه عشق (فیلم)
دیوانه عشق (به هندی: Prem Deewane) فیلمی محصول سال ۱۹۹۲ و به کارگردانی ساچین پیلگانکار است. در این فیلم بازیگرانی همچون جکی شروف، مادهوری دیکشیت، ویویک موشران، پوجا بات، پریم چوپرا ایفای نقش کرده‌اند.